# كأس الدوريات 2023
كأس الدوريات 2023 النسخة الثالثة من كأس الدوريات، بطولة كرة القدم السنوية التي تقام بين أندية الدوري الأمريكي (إم إل إس) و‌الدوري المكسيكي الممتاز. انطلقت البطولة في 21 يوليو واختتمت في 19 أغسطس 2023 وأقيمت جميع مبارياتها في الولايات المتحدة وكندا. البطولة من تنظيم الإل إم إس و‌الاتحاد المكسيكي لكرة القدم ومصادق عليها من قبل الكونكاكاف، الهيئة القارية المنظمة لكرة القدم في أمريكا الشمالية.
فاز إنتر ميامي الأمريكي بالبطولة بركلات الترجيح ضد ناشفيل إس سي في النهائي في جيوديس بارك في ناشفيل، تينيسي. كان ليونيل ميسي لاعب ميامي أفضل هداف وحصل على جائزة أفضل لاعب في كأس الدوري.